# Гватемала на Сурдлимпийских играх
Гватемала участвует в летних Сурдлимпийских играх с Игр 2009 года (не участвовала в Играх 2022 года), в зимних Сурдлимпийских играх на настоящий момент не участвовали ни разу. По состоянию на лето 2023, медалей на Играх ещё не выигрывали.